# 正野寛治
正野 寛治（しょうの かんじ、1936年3月1日 - 2023年9月29日）は日本の実業家。三菱化学代表取締役社長や、同社代表取締役会長、化学工学会会長、石油化学工業協会会長などを務めた。

## 来歴・人物
福岡県出身。福岡県立小倉高等学校を経て、1959年東京工業大学理工学部化学工学科卒業、三菱化成工業（のちの三菱化学、現三菱ケミカル）入社。1979年黒崎工場製造四部長。1989年取締役水島工場長。1992年常務生産技術本部長。1994年三菱化学常務機能化学品カンパニープレジデント。1997年専務医薬カンパニープレジデント。1999年から代表取締役社長を務め、ROA経営による収益改善を進めた。三菱化学生命科学研究所代表取締役、化学工学会会長、石油化学工業協会会長、日本プラスチック工業連盟会長、ダイヤ高齢社会研究財団理事長なども務めた。
2023年9月29日、心不全のため死去。87歳没。